# Episodi de Il carissimo Billy (prima stagione)
La prima stagione della serie televisiva Il carissimo Billy è stata trasmessa in anteprima negli Stati Uniti d'America dalla CBS tra il 4 ottobre 1957 e il 16 luglio 1958.
In precedenza, il 23 aprile 1957, è andato in onda l'episodio pilota.
| nº | Titolo originale        | Titolo italiano          | Prima TV USA     | Prima TV Italia |
| -- | ----------------------- | ------------------------ | ---------------- | --------------- |
| 0  | It's a Small World      |                          | 23 aprile 1957   |                 |
| 1  | Beaver Gets 'Spelled'   |                          | 4 ottobre 1957   |                 |
| 2  | Captain Jack            |                          | 11 ottobre 1957  |                 |
| 3  | The Black Eye           |                          | 18 ottobre 1957  |                 |
| 4  | The Haircut             | La società segreta       | 25 ottobre 1957  |                 |
| 5  | New Neighbors           |                          | 1º novembre 1957 |                 |
| 6  | Brotherly Love          |                          | 8 novembre 1957  |                 |
| 7  | Water Anyone?           | Operazione acqua         | 15 novembre 1957 |                 |
| 8  | Beaver's Crush          |                          | 22 novembre 1957 |                 |
| 9  | The Clubhouse           |                          | 29 novembre 1957 |                 |
| 10 | Wally's Girl Trouble    |                          | 6 dicembre 1957  |                 |
| 11 | Beaver's Short Pants    |                          | 13 dicembre 1957 |                 |
| 12 | The Perfume Salesmen    |                          | 27 dicembre 1957 |                 |
| 13 | Voodoo Magic            |                          | 3 gennaio 1958   |                 |
| 14 | Part-Time Genius        |                          | 10 gennaio 1958  |                 |
| 15 | Party Invitation        |                          | 17 gennaio 1958  |                 |
| 16 | Lumpy Rutherford        |                          | 24 gennaio 1958  |                 |
| 17 | The Paper Route         | La consegna dei giornali | 31 gennaio 1958  |                 |
| 18 | Child Care              |                          | 7 febbraio 1958  |                 |
| 19 | The Bank Account        |                          | 14 febbraio 1958 |                 |
| 20 | Lonesome Beaver         |                          | 28 febbraio 1958 |                 |
| 21 | Cleaning Up Beaver      |                          | 7 marzo 1958     |                 |
| 22 | The Perfect Father      |                          | 14 marzo 1958    |                 |
| 23 | Beaver and Poncho       |                          | 21 marzo 1958    |                 |
| 24 | The State Versus Beaver |                          | 26 marzo 1958    |                 |
| 25 | The Broken Window       | Il vetro rotto           | 2 aprile 1958    |                 |
| 26 | Train Trip              | Viaggio in treno         | 9 aprile 1958    |                 |
| 27 | My Brother's Girl       |                          | 16 aprile 1958   |                 |
| 28 | Next Door Indians       |                          | 23 aprile 1958   |                 |
| 29 | Tenting Tonight         |                          | 30 aprile 1958   |                 |
| 30 | Music Lesson            |                          | 7 maggio 1958    |                 |
| 31 | New Doctor              |                          | 14 maggio 1958   |                 |
| 32 | Beaver's Old Friend     |                          | 21 maggio 1958   |                 |
| 33 | Wally's Job             | Un lavoro redditizio     | 28 maggio 1958   |                 |
| 34 | Beaver's Bad Day        |                          | 4 giugno 1958    |                 |
| 35 | Boarding School         |                          | 11 giugno 1958   |                 |
| 36 | Beaver and Henry        |                          | 18 giugno 1958   |                 |
| 37 | Beaver Runs Away        |                          | 25 giugno 1958   |                 |
| 38 | Beaver's Guest          |                          | 2 luglio 1958    |                 |
| 39 | Cat Out of the Bag      | La gattina Puff Puff     | 16 luglio 1958   |                 |